# Edmond Simeoni

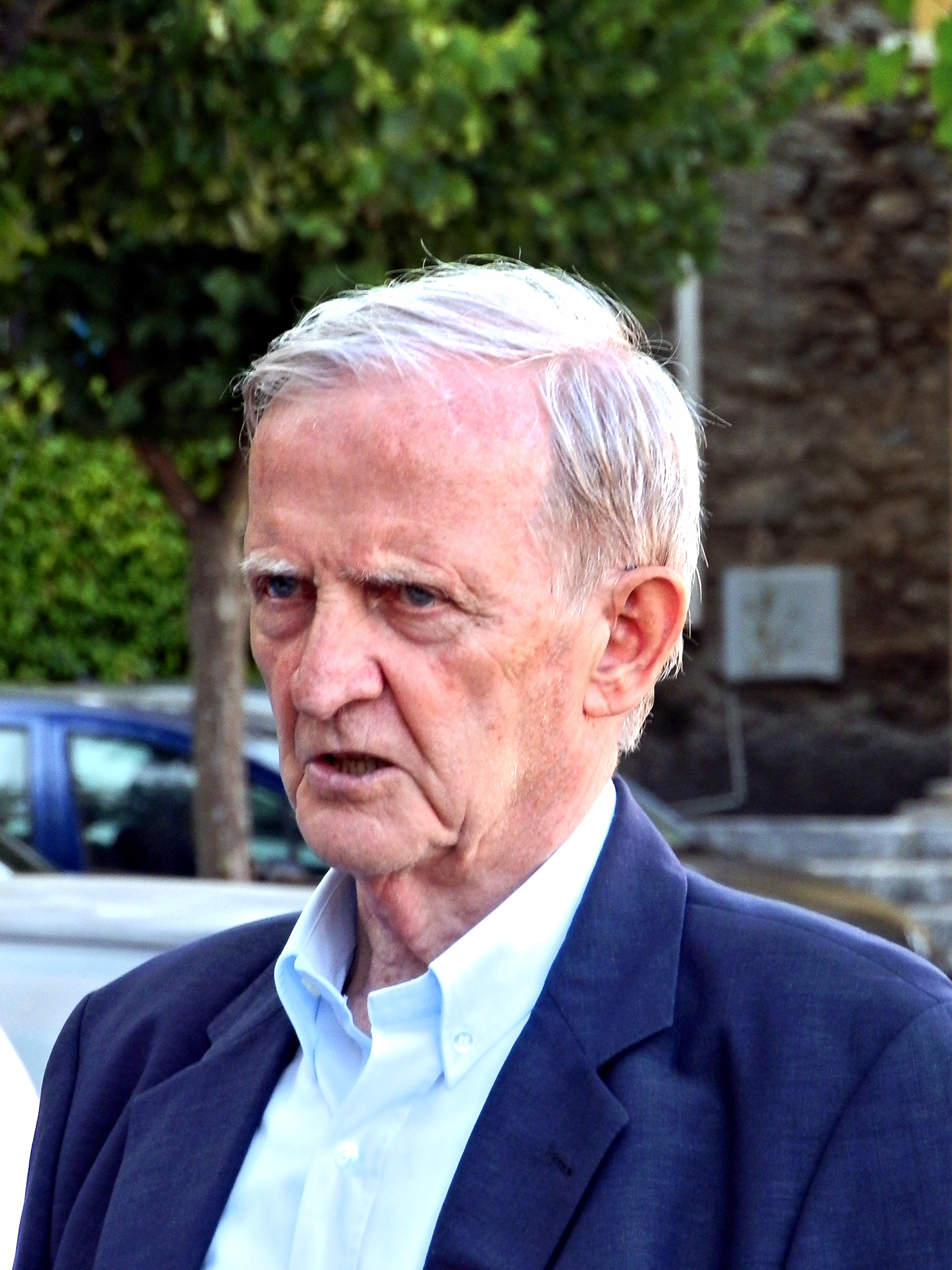
Edmond Simeoni

Edmond Simeoni (* 6. August 1934 in Corte; † 14. Dezember 2018 in Ajaccio) war ein korsischer Arzt, Publizist, Politiker und Nationalist.

## Leben
Simeoni wurde 1934 als Sohn des Beamten Ferdinand Simeoni, dem Bürgermeister von Lozzi, geboren. Sein Bruder ist Max Simeoni. Er wuchs in Francardu auf und machte seinen Abschluss in Bastia. Anschließend studierte er Medizin in Marseille und arbeitete Mitte der 1960er Jahre als niedergelassener Gastroenterologie in Bastia.
Simeoni gilt als „Vater des korsischen Nationalismus“.; 1967 gründete er mit seinem Bruder die Action Regionaliste Corse und setzte sich für die Unabhängigkeit Korsikas von Frankreich ein.. Später war aus der ARC die Action pour la renaissance de la Corse (Azzione per a rinascita di a Corsica) hervorgegangen.
Am 21. August 1975 besetzten korsische Separatisten unter der Führung von Simeoni das Weingut eines Algerienfranzosen, um gegen deren Bevorteilung und die Korruption zu protestieren. Die Aktion wurde durch 2000 Polizisten der Compagnies Républicaines de Sécurité gewaltsam beendet. Bei der Operation starben zwei Polizisten, einer der Besetzer wurde schwer verletzt. Simeoni wurde zu einer langen Gefängnisstrafe  verurteilt, im Jahr 1981 allerdings begnadigt. Kurz darauf zog er erstmals in das korsische Regionalparlamentes Assemblée de Corse ein. Nachdem er sich 1983 aufgrund eines Herzinfarktes aus dem öffentlichen Leben zurückgezogen hatte, entschuldigte er sich 1987 bei seiner Rückkehr auf die politische Bühne für die Vorgänge im Jahr 1975 und den Tod der beiden Polizisten.
Im Jahr 1992 zog er mit einer nationalistischen Gemeinschaftsliste erneut in das korsische Nationalparlament ein. Zwei Jahre später trat er zurück, weil Mitglieder seiner Fraktion den bewaffneten Kampf für die Unabhängigkeit Korsikas befürworteten. Im Jahr 1998 kandidierte er erneut, scheiterte aber und saß dann wieder von 2004 bis 2010 im Regionalparlament.

## Privates
Simeoni war verheiratet. Er ist der Vater von Gilles Simeoni.

## Preise
- Coppieters Awards 2018

## Veröffentlichungen
- Le Piège d’Aleria. Édition Lattes, 1975
- La Volonté d’être. Éditions Albiana, 1985
- Un combat pour la Corse. Éditions Le Cherche Midi, 2003
- Lettre aux femmes corses. Éditions DCL, 2008